# Sache que je
Singles de Jean-Jacques Goldman
Elle attend
(1996) On ira
(1997)
Sache que je est une chanson écrite, composée et interprétée par Jean-Jacques Goldman, et parue sur l'album En passant, en 1997. Il s'agit du premier extrait à paraître en single.

## Réception commerciale
Sache que je entre dans le classement des meilleures ventes de singles en France le 30 août 1997 en quarante-neuvième position, avant de progresser de 26 places la semaine suivante, atteignant la vingt-troisième position. Elle conserve cette place en troisième semaine, avant d'atteindre la dix-neuvième position, ce qui sera sa meilleure place au classement. Elle restera jusqu'à sa neuvième semaine dans les charts, où elle est classée en cinquantième position. 
Le single entre également dans les charts belge, dans la région wallonne à partir du 27 septembre 1997, où il reste durant sept semaines consécutives. Il y atteint la dix-huitième place durant sa septième semaine.

## Classements
| Classement (1997)                       | Meilleure position |
| --------------------------------------- | ------------------ |
| France (SNEP)                           | 19                 |
| Belgique (Wallonie Ultratop 50 Singles) | 18                 |
| Québec (Palmarès Francophone)           | 1                  |